# Stazione di Washinomiya
La stazione di Washinomiya (鷲宮駅?, Washinomiya-eki) è una stazione ferroviaria situata nella città di Kuki della prefettura di Saitama, in Giappone, ed è servita dalla linea Sky Tree delle Ferrovie Tōbu.

## Linee
Ferrovie Tōbu
● Linea Tōbu Isesaki (Linea Tōbu Sky Tree)

## Struttura
La stazione è dotata di due marciapiedi a isola con due binari passanti in superficie (ogni banchina è servita da un solo binario per il servizio passeggeri). Il fabbricato viaggiatori si trova sopra il piano del ferro, ed è collegato alla banchina da sottopassaggio.
| 1 | ● Linea Sky Tree     | per Kuki, Tōbu Dōbutsukōen, Kasukabe e Asakusa |
| 2 | ● Linea Tōbu Isesaki | per Tatebayashi, Ashikagashi e Ōta             |

## Stazioni adiacenti
| «                  | Servizio               | »                  |
| Linea Tōbu Isesaki | Linea Tōbu Isesaki     | Linea Tōbu Isesaki |
| ------------------ | ---------------------- | ------------------ |
| Kuki               | Locale                 | Hanasaki           |
| Kuki               | Semiespresso sezionale | Hanasaki           |
| Kuki               | Espresso sezionale     | Hanasaki           |
| Transito           | Semiespresso           | Transito           |
| Transito           | Espresso               | Transito           |